# Akhbar al-Aimmah al-Rustumiyyin
Akhbar al-Aimmah al-Rustamiyyin (arabe : أخبار الأئمة الرستميين) (en Français : Chroniques des imams rostémides) est le titre retenu par les éditeurs pour désigner un ouvrage historiographique auparavant connu sous les appellations de Tārīkh Ibn al-Ṣaghīr, ou encore Sīrat Ibn al-Ṣaghīr. Écrit par l'historien Ibn al-Saghir, ce texte constitue une source de premier plan pour l'histoire de l'État rostémide, qui prospéra aux IIe et IIIe siècles de l'hégire (VIIIe et IXe siècles), avec pour capitale Tahert (actuelle Tiaret), et dont le territoire s'étendait de l'Algérie au sud tunisien jusqu'au Djebel Nefoussa situé au Nord-Ouest de la Libye.

## Histoire
L'ouvrage fut rédigé à la fin du IIIe siècle de l’hégire (IXe siècle) par Ibn al-Saghir, considéré comme l'un des principaux historiographes de l'État rostémide, bien qu'il ne fût pas lui-même ibadite.
L'orientaliste français Adolphe de Calassanti Motylinski le tenait pour le plus ancien document relatif à l'ibadisme maghrébin, situant sa rédaction vers 290 H / 903. À titre de comparaison, le Kitab Siyar al-Aimmah wa Akhbaruhum d'Abu Zakariyya al-Warjlani (en), rédigé par un auteur ibadite, remonte quant à lui à la seconde moitié du Ve siècle l'hégire / XIe siècle.
Le manuscrit fut redécouvert au début du XXe siècle dans une bibliothèque du Mzab. Il fut édité pour la première fois par Adolphe de Calassanti Motylinski et publié dans les Actes du XIVᵉ Congrès des Orientalistes tenu à Alger en 1905. Une réimpression fut réalisée en 1975-1976 dans la revue Les Cahiers tunisiens, avant la parution d'un tiré à part en 1976.
L'édition critique de référence a été établie par Mohammad Nasir et Ibrahom Bahaz, puis publiée en 1406 H / 1986 par Dār al-Gharb al-Islāmī, à Beyrouth.

## Contenu
Ibn al-Saghir s'est appuyé, dans la rédaction de son ouvrage, sur deux sources. La première consiste en des témoignages oraux recueillis auprès des Ibadites de Tahert — dont, à propos du fondateur de l'État, Abd al-Rahman ibn Rustum, cette déclaration : « Plus d'un parmi les Ibadites m'a rapporté ce que leurs ancêtres leur avaient transmis. », ce qui vaut pour les événements antérieurs. Sa seconde source est constituée par ses propres observations directes, en tant que contemporain des faits.
Par ailleurs, l'ouvrage contient peu de dates, et presque aucune information sur l'État rostémide en dehors de sa capitale Tahert. Dans tous les cas, l'auteur y rapporte successivement les faits concernant chacun des imams rostémides, en commençant par Abd al-Rahman ibn Rustum, à propos duquel il écrit : « La parole était unifiée, l'appel rallié ; nul ne s'insurgeait contre lui, nul ne méditissait contre lui, jusqu'à ce que la mort l'emporte et que son temps prenne fin. ».
Son fils Abd al-Wahhab lui succéda. À son propos, Ibn al-Saghir rapporte : « Sous son gouvernement, les Ibadites se divisèrent ; leurs notables se séparèrent. Certains d'entre eux furent appelés Nakār, et d'autres Wahhābiyya ». Les premiers rejetèrent cette désignation, estimant que l'imamah ne pouvait être héréditaire, tandis que les seconds l'acceptèrent, de sorte que son nom leur fut attribué. L'auteur s'étend longuement sur les causes de cette dissension et de ces divergences, jusqu'au règne d’Abu-Hatim Yusuf.